# Wolfgang Stamm
Wolfgang Stamm (* 3. November 1941 in Finsterwalde) ist ein ehemaliger deutscher Radrennfahrer.

## Sportliche Laufbahn
Seine sportliche Laufbahn erstreckte sich von 1956 bis 1966. Stamm war Spezialist für Querfeldeinrennen, bestritt aber auch andere Disziplinen. Ende der 60er Jahre gab es im DDR-Radsport eine Tendenz zu Spezialisierungen, in deren Folge beim ASK Vorwärts Leipzig eine Abteilung Querfeldeinrennen gebildet wurde, der Stamm angehörte. Diese wurde 1962 im Zuge eines Beschlusses des Deutschen Radsportverbandes der DDR zur Aufhebung der Spezialisierung im Querfeldeinsport wieder aufgelöst. Im Klartext bedeutete dieser Beschluss, das der Querfeldeinsport keine Förderung mehr erhielt.
Wolfgang Stamm wurde 1962 und 1965 DDR-Meister im Querfeldeinrennen. 1960 war er Dritter und 1961 Zweiter der Titelkämpfe.
1961/62 war seine erfolgreichste Saison. Er gewann acht von zwölf Rennen und wurde für die Teilnahme an der UCI-Weltmeisterschaft in Luxemburg gemeldet. Aufgrund der damaligen politischen Verhältnisse des „Kalten Krieges“ erhielten die DDR-Teilnehmer allerdings kein Visa zur Einreise, so dass er die Weltmeisterschaft nicht bestreiten konnte. Im Jahr zuvor hatte er noch an den Titelkämpfen in Hannover teilgenommen und dort den 19. Platz belegt.
1963 gewann er die Querfeldeinmeisterschaft der SKDA-Meisterschaften im Radsport.
Außerhalb der Querfeldeinrennen konnte Stamm mit seinem Verein den dritten Platz bei den nationalen Bahnmeisterschaften in der Mannschaftsverfolgung (1965) und den zweiten Platz (mit Tächl als Partner) im Zweier-Mannschaftsfahren erobern. Er startete für den ASK Vorwärts 1962 bei der DDR-Rundfahrt, die er auf Platz 13. beendete. 1964 wurde er im Auswahlrennen Rund um die Braunkohle beim Sieg von Lothar Höhne Dritter.

## Berufliches
Stamm erlernte den Beruf des Zimmermanns, war später als Sportinstrukteur bei der Armee tätig.